# Níkos Chatzivréttas
Nikólaos « Níkos » Chatzivréttas (en grec : Νικόλαος «Νίκος» Χατζηβρέττας), parfois orthographié Hatzivréttas, né le 26 mai 1977 à Salonique, est un joueur grec de basket-ball, évoluant au poste d'arrière.

## Club
- 1997-2002 :  Iraklís Salonique
- 2002-2003 :  CSKA Moscou
- 2003-.... :  Panathinaïkós Athènes

## Palmarès

### Club
- Vainqueur de l'Euroligue : 2007
- Participation au Final four de l'Euroligue 2003, 2005
- Champion de Russie 2003
- Champion de Grèce 2004, 2005, 2006, 2007
- Coupe de Grèce 2004, 2005, 2006

### Sélection nationale
- Championnat du monde masculin de basket-ball
  -  Médaille d'argent au Championnat du monde de basket masculin 2006 au Brésil
- Championnat d'Europe
  -  Médaille d'or au Championnat d'Europe 2005 en Serbie-Monténégro